# ناحیه سامرست، میشیگان
ناحیه سامرست (به انگلیسی: Somerset Township) یک منطقهٔ مسکونی در ایالات متحده آمریکا است که در شهرستان هیلزدیل، میشیگان واقع شده‌است.
 ناحیه سامرست  ۴٬۶۲۳ نفر جمعیت دارد و ۳۲۶ متر بالاتر از سطح دریا واقع شده‌است.